# Chutti TV
 (mai 2017).
Si vous disposez d'ouvrages ou d'articles de référence ou si vous connaissez des sites web de qualité traitant du thème abordé ici, merci de compléter l'article en donnant les références utiles à sa vérifiabilité et en les liant à la section « Notes et références ».
Chutti TV (en tamoul சுட்டித் தொலைக்காட்சி) est une chaîne de télévision pour enfants tamoul diffusée 24 heures sur 24 sur Sun TV Network en Inde. Le public cible est constitué d'enfants âgés de 2 à 16 ans. Elle a été lancée le 29 avril 2007, ce qui en fait la première chaîne de télévision de Sun TV Network pour les enfants.

Ancien logo.

Chutti TV est disponible en clair sur la plupart des réseaux locaux de télévision par câble.
Elle diffuse des émissions doublées en tamoul qui sont acquises auprès de maisons de production du monde entier.